# مايكل أ. هوفمان الثاني
مايكل أ. هوفمان الثاني (بالإنجليزية: Michael A. Hoffman II) هو كاتب وصحفي أمريكي، ولد في 2 يناير 1957 في جنيف في الولايات المتحدة.

## وصلات خارجية
- الموقع الرسمي